# Штраус, Аксель
Аксель Штраус (нем. Axel Strauß; род. 1974) — немецко-американский скрипач.
Учился в Любеке под руководством Петру Мунтяну, одновременно с 1994 г. исполняя обязанности преподавателя в Высшей школе музыки и танца в Ростоке. В 1996—1998 гг. совершенствовал своё мастерство в Джульярдской школе у Дороти Делей, после чего остался в США. После нескольких лет работы ассистентом у Делей Штраус в 2001 г. перешёл в Сан-Францисскую консерваторию, где в настоящее время является профессором по классу скрипки. В 1991 г. занял второе место на Международном конкурсе скрипачей имени Энеску в Бухаресте, в 1998 г. стал первым немцем, выигравшим в США Наумбурговский конкурс молодых исполнителей. Среди записей Штрауса — камерные произведения Мендельсона, Брамса, Кодаи, скрипичный концерт Сибелиуса.